# Rysum
Rysum est un quartier de la commune allemande de Krummhörn, dans l'arrondissement d'Aurich, Land de Basse-Saxe.

## Géographie
Rysum se situe au sud du territoire de Krummhörn, à 11 km de la ville voisine d'Emden. Le Knockster Tief forme la délimitation entre les deux communes. Elle est séparée de la mer du Nord par la digue. Rysum se trouve sur un terp. Il est ainsi le seul des 19 villages de Krummhörn à ne pas avoir de liaison navigable directe avec le réseau de canaux et de voies navigables au nord-ouest d’Emden.

## Histoire
Rysum est l'un des dix territoires de la Frise orientale dont les propriétaires sont directement subordonnés au prince et ont une juridiction inférieure. Il est mentionné pour la première fois au Xe siècle sous le nom de Hrisinghem dans le polyptyque de l'abbaye de Werden. Le nom de Risum apparaît en 1355.
Le raz-de-marée de Noël en 1717 frappe durement Rysum.
Le 1er juillet 1972, Rysum intègre la nouvelle commune de Krummhörn.

## Monuments

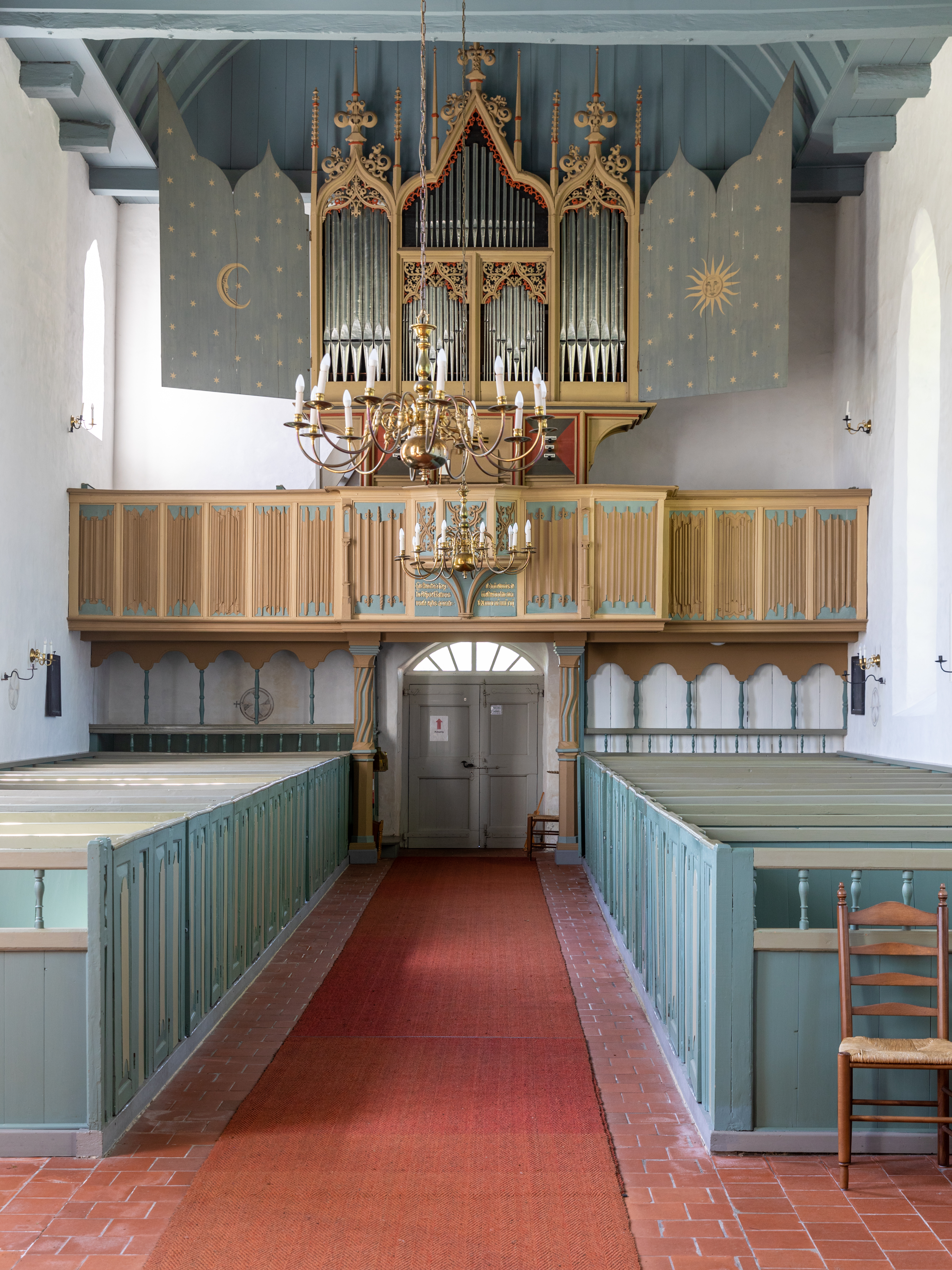
L‘église de Rysum

Dans l'église de Rysum se trouve un orgue de 1457, il est le plus vieil orgue d'Europe du Nord dont on peut encore jouer dans son état d'origine.

## Personnalités liées au village
- Karl Immer (1916-1984), théologien protestant.